# Andriy Sokolovskyy
Andriy Sokolovskyy (en ukrainien : Андрій Соколовський, né le 16 juillet 1978 à Moscou, Russie) est un spécialiste du saut en hauteur ukrainien. Il mesure 1,96 m pour 80 kg.

## Biographie
Aux Championnats du monde d'athlétisme en salle 2001, Andriy Sokolovskyy remporte la médaille d'argent en franchissant 2,29 m, derrière les 2,32 m du Suédois Stefan Holm.
Son record personnel en plein air a été obtenu au Golden Gala à Rome, en 2005, avec 2,38 m. Ceci constitue la meilleure performance mondiale de la saison 2005, à égalité avec le Sud-africain Jacques Freitag. En salle, il a réalisé 2,36 m en 2006.

## Palmarès
| Date | Compétition                    | Lieu       | Résultat | Marque |
| ---- | ------------------------------ | ---------- | -------- | ------ |
| 1999 | Championnats du monde en salle | Maebashi   | 6e       | 2,25 m |
| 1999 | Championnats d'Europe espoirs  | Göteborg   | 2e       | 2,28 m |
| 2001 | Championnats du monde en salle | Lisbonne   | 2e       | 2,29 m |
| 2002 | Championnats d'Europe en salle | Vienne     | 4e       | 2,27 m |
| 2003 | Championnats du monde en salle | Birmingham | 8e       | 2,25 m |
| 2003 | Championnats du monde          | Paris      | 8e       | 2,29 m |
| 2004 | Championnats du monde en salle | Budapest   | 7e       | 2,25 m |
| 2004 | Jeux olympiques                | Athènes    | 5e       | 2,32 m |
| 2005 | Championnats d'Europe en salle | Madrid     | qual.    | 2,23 m |
| 2006 | Championnats du monde en salle | Moscou     | 6e       | 2,26 m |
| 2006 | Championnats d'Europe          | Göteborg   | qual.    | 2,19 m |